# Die Sieger (1918)
Die Sieger ist ein deutsches Stummfilmmelodram aus dem Jahre 1918 von Rudolf Biebrach mit Henny Porten in der Hauptrolle.

## Handlung
Musikprofessor Richard Assing hat sein Lebenswerk endlich vollendet, die Oper „Die Sieger“. Doch ehe es zur Aufführung kommt, erleidet er einen Schlaganfall. Auf dem Sterbebett nimmt er seinem Lieblingsschüler Camille Düpaty das Versprechen ab, die Oper unbedingt aufzuführen. Camille liebt die junge Sängerin Konstanze Assing, die Tochter des Toten. Sie verspricht, ihn zu heiraten, wenn auch er etwas musikalisch Bedeutsames geleistet haben sollte, das sich mit dem Lebenswerk ihres Vaters messen könne.
Da kommt Camille auf die Idee, „Die Sieger“ kurzerhand unter einem anderen Titel als sein eigenes Werk auszugeben und herauszubringen. Die Oper wird ein Riesenerfolg, ohne dass Konstanze von seinem schändlichen Betrug ahnt. Als ihr Jugendfreund Sigmund Freystetter, ein erfahrener Musikkritiker, Camilles Diebstahl entdeckt und öffentlich macht, wendet sich Konstanze von Camille ab und zu Sigmund hin.

## Produktionsnotizen
Die Sieger wurde Anfang September 1918 gedreht, passierte die Filmzensur noch im selben Monat und wurde am 27. September 1918 im Berliner Mozartsaal uraufgeführt. Der vieraktige Film war im Original 1536 Meter lang, bei der Neuzensur im April 1921 lediglich 1415 Meter. Die Bauten entwarf Jack Winter.

## Kritik
In Paimann’s Filmlisten ist zu lesen: „Stoff, Spiel und Szenerie ausgezeichnet, Photos sehr gut.“